# Episodi di Mary Tyler Moore (seconda stagione)
La seconda stagione della serie televisiva Mary Tyler Moore è stata trasmessa in anteprima negli Stati Uniti d'America dalla CBS tra il 18 settembre 1971 e il 4 marzo 1972.
| nº | Titolo originale                               | Titolo italiano | Prima TV USA      | Prima TV Italia |
| -- | ---------------------------------------------- | --------------- | ----------------- | --------------- |
| 1  | The Birds... and... um... Bess                 |                 | 18 settembre 1971 |                 |
| 2  | I Am Curious Cooper                            |                 | 25 settembre 1971 |                 |
| 3  | He's No Heavy... He's My Brother               |                 | 2 ottobre 1971    |                 |
| 4  | Room 223                                       |                 | 9 ottobre 1971    |                 |
| 5  | A Girl's Best Mother Is Not Her Friend         |                 | 16 ottobre 1971   |                 |
| 6  | Cover Boy                                      |                 | 23 ottobre 1971   |                 |
| 7  | Didn't You Used to Be... Wait... Don't Tell Me |                 | 30 ottobre 1971   |                 |
| 8  | Thoroughly Unmilitant Mary                     |                 | 6 novembre 1971   |                 |
| 9  | And Now, Sitting in for Ted Baxter             |                 | 13 novembre 1971  |                 |
| 10 | Don't Break the Chain                          |                 | 20 novembre 1971  |                 |
| 11 | The Six-and-a-Half-Year Itch                   |                 | 27 novembre 1971  |                 |
| 12 | Is a Friend in Need                            |                 | 4 dicembre 1971   |                 |
| 13 | The Square-Shaped Room                         |                 | 11 dicembre 1971  |                 |
| 14 | Ted Over Heels                                 |                 | 18 dicembre 1971  |                 |
| 15 | The Five-Minute Dress                          |                 | 1º gennaio 1972   |                 |
| 16 | Feeb                                           |                 | 8 gennaio 1972    |                 |
| 17 | The Slaughter Affair                           |                 | 15 gennaio 1972   |                 |
| 18 | Baby Sit-Com                                   |                 | 22 gennaio 1972   |                 |
| 19 | More Than Neighbors                            |                 | 29 gennaio 1972   |                 |
| 20 | The Care and Feeding of Parents                |                 | 5 febbraio 1972   |                 |
| 21 | Where There's Smoke, There's Rhoda             |                 | 12 febbraio 1972  |                 |
| 22 | You Certainly Are a Big Boy                    |                 | 19 febbraio 1972  |                 |
| 23 | Some of My Best Friends Are Rhoda              |                 | 26 febbraio 1972  |                 |
| 24 | His Two Right Arms                             |                 | 4 marzo 1972      |                 |